# ジャック・オルテ
ジャック・オルテ（Jacques Ortet、1955年11月21日 - ）はフランス南部のポー調教場に本拠地を構えている調教師。

## 来歴
- 1972年 - ジャン・クエティル厩舎所属の調教助手となる。
- 1981年 - 同調教師の引退にともない、調教師となり厩舎を開業した。
- 2001年 - フランス障害競走リーディングトレーナーとなる。
- 2002年 - 2年連続でフランス障害競走リーディングトレーナーとなる。
- 2003年 - 4月19日の中山グランドジャンプに出走するエスコートボーイとともに日本へ遠征。結果は10着だった。

## おもな管理馬
- エスコートボーイ
- オーウェイ
- アラームコール（2006年 モンゴメリー賞、2007年プランタン大ハードル、2008年ロベール・ド・クレルモン・トンネール賞）